# Echo & the Bunnymen

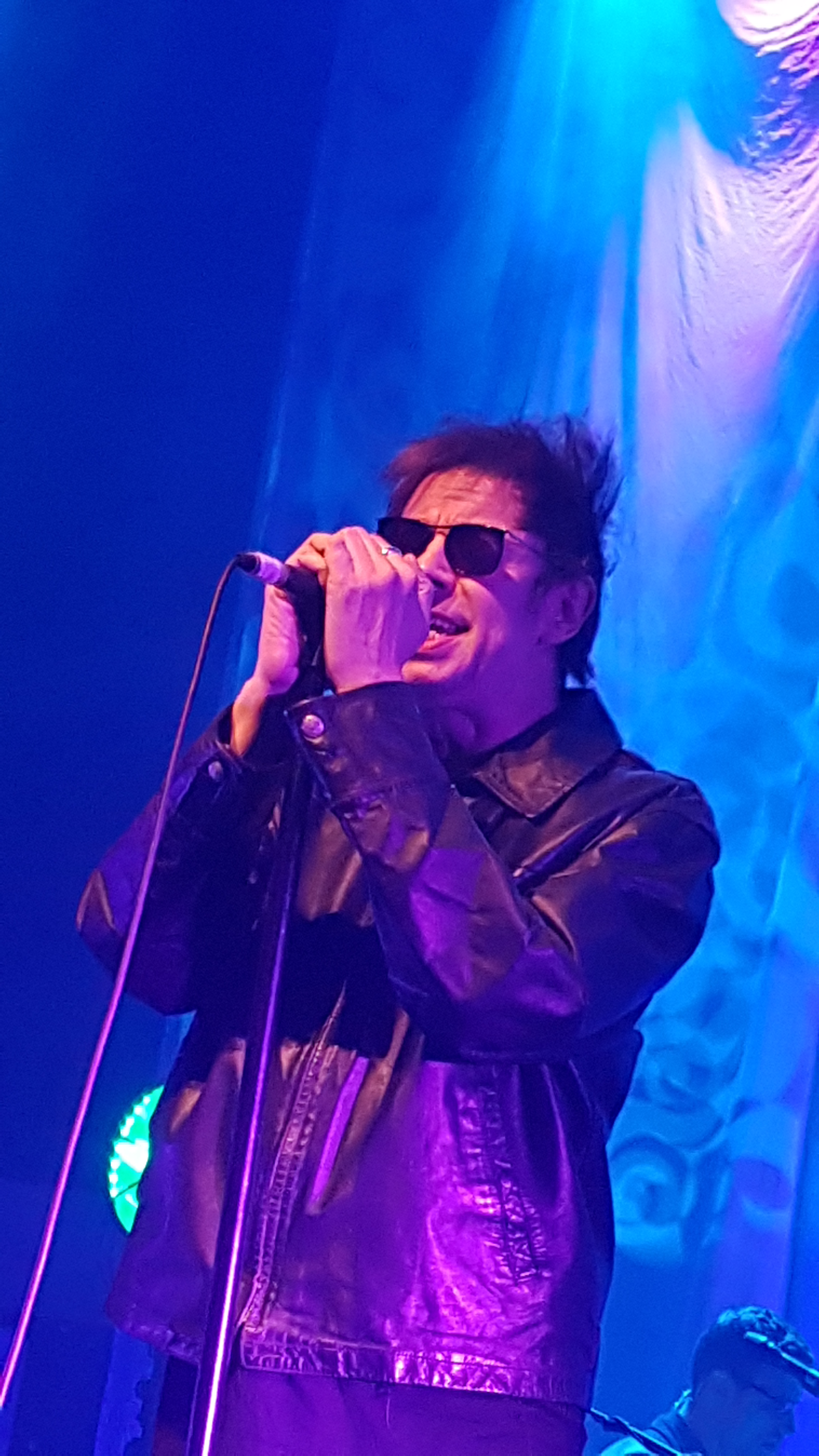
Ian McCulloch, 3 november 2018 in TivoliVredenburg

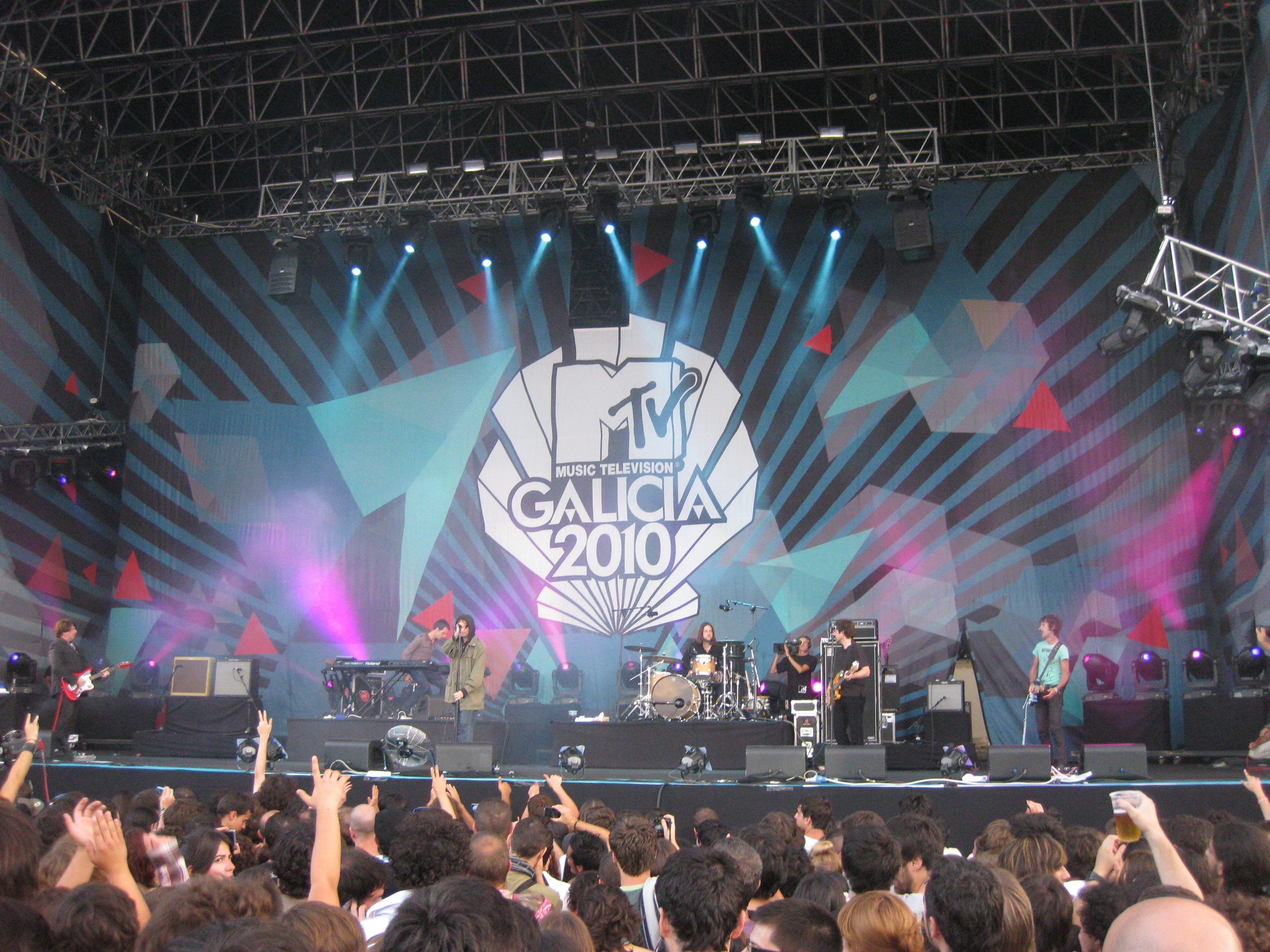
Echo & the Bunnymen (2010)

Echo & the Bunnymen is een Britse newwaveformatie die in 1978 in Liverpool werd opgericht. De originele bezetting bestaat uit Ian McCulloch, Will Sergeant  en Les Pattinson, aangevuld met een drummachine waarvan velen aannamen dat dat Echo moest zijn, hoewel de band dat zelf ontkende.

## Geschiedenis
Toen de band in 1980 zijn debuutalbum Crocodiles uitbracht, was de drummachine al vervangen door drummer Pete de Freitas. Hun tweede album Heaven Up Here haalde de top tien in het Verenigd Koninkrijk en werd in de new-wave-scene een hit, net als Porcupine uit 1983 en Ocean Rain uit 1984. Met singles als "The Killing Moon" (later gebruikt in de soundtrack voor de film Donnie Darko) , "Silver" en "Bring on the Dancing Horses" hield de band contact met zijn publiek, ook toen ze eind jaren 80 een korte pauze inlasten. In Nederland reikten de singles "Seven Seas" en "Bring on the Dancing Horses" niet verder dan de Tipparade. Hun album Echo & the Bunnymen uit 1987 was een klein Amerikaans succes, het was meteen ook hun enige succes aan de overkant van de oceaan.
McCulloch verliet de band in 1988. De Freitas kwam een jaar later om bij een motorongeluk. De overgebleven leden besloten door te gaan met de band, en Noel Burke werd gevraagd om McCulloch te vervangen. Ze brachten in 1990 een album uit (Reverberation) maar dat werd door de fans met maar matig enthousiasme ontvangen: men miste het typerende stemgeluid van McCulloch. Burke, Sergeant en Pattinson besloten een punt te zetten achter hun samenwerking, maar de overgebleven drie van de originele vier (Sergeant, Pattinson en McCulloch) kwamen in 1997 weer bij elkaar en brachten de albums Evergreen (1997), What Are You Going To Do With Your Life (1999), Flowers (2001), Siberia (2005) en The Fountain (2009) uit. Elk album werd middels een tournee gepromoot, en de band deed ook Nederland aan en trad diverse keren op in Paradiso (Amsterdam). De "oude" fans van de band waardeerden de terugkeer naar het originele geluid, en de band kreeg er een nieuwe generatie luisteraars en fans bij.

## Bandleden

### Bandleden tijdens tours
- Peter Wilkinson – basgitaar (2003–2005)
- Paul Fleming – keyboards (2003–2005)
- Simon Finley – drums (2003–2005)
- Ged Malley  – gitaar (2003)
- Gordy Goudie – gitaar (2004– heden)
- Stephen Brannan - bas (2005–heden)

## Discografie
- (1980) Crocodiles
- (1981) Heaven Up Here
- (1983) Porcupine
- (1984) Ocean Rain met The Killing Moon
- (1985) Songs to Learn and Sing
- (1987) Echo & the Bunnymen
- (1990) Reverberation
- (1997) Evergreen
- (1999) What Are You Going to Do with Your Life?
- (2001) Flowers
- (2002) Live in Liverpool
- (2005) Siberia
- (2009) The Fountain
- (2014) Meteorites
- (2018) The Stars, the Ocean and the Moon

### NPO Radio 2 Top 2000
Van Echo & the Bunnymen stond alleen The Killing Moon in 2015 in de NPO Radio 2 Top 2000, op plek 1846.